# Alexander Fleming

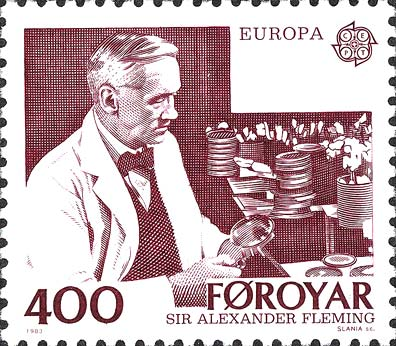
Alexander Fleming en un segell de les illes Fèroe

Alexander Fleming (Lochfield, Escòcia, 6 d'agost de 1881 - Londres, Anglaterra, 11 de març de 1955) fou un biòleg, bacteriòleg i professor universitari escocès famós per ser el descobridor de la penicil·lina i guardonat amb el Premi Nobel de Medicina o Fisiologia l'any 1945, compartit amb Howard Florey i Ernst Boris Chain.

## Biografia

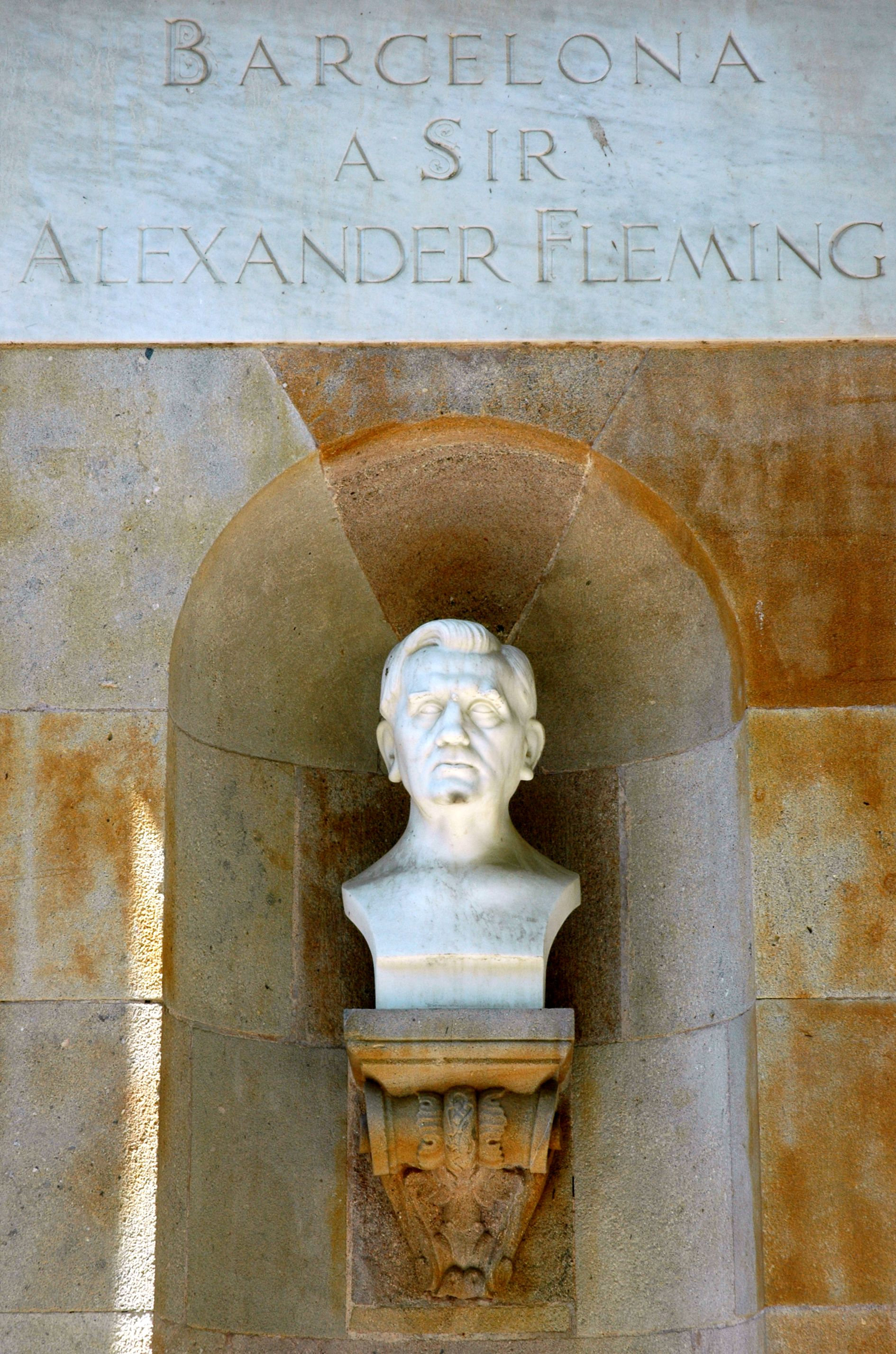
Barcelona a sir Alexander Fleming (1956), obra de Josep Manuel Benedicto, en marbre blanc i pedra de Montjuïc. Barcelona: jardins del Doctor Fleming.
« No és estrany que l'Ajuntament de Barcelona decidís aixecar un monument a la memòria del descobridor de la penicil·lina immediatament després de la seva mort. El descobriment d'Alexander Fleming va ser la salvació de molts barcelonins atacats per la tuberculosi, durant els anys de postguerra, i quan visità Barcelona pocs anys abans de morir, l'acollida que se li dispensà fou apoteòsica. La devoció a Fleming es va mantenir durant molts anys, de manera que cada 6 d'agost, aniversari del seu naixement es retia un senzill acte d'homenatge davant del monument, i ben sovint mans anònimes o entitats diverses hi dipositaven rams de flors. »

Nascut el 6 d'agost de 1881 a la granja Lochfield prop de Darvel, a Ayrshire, Escòcia, Alexander Fleming va ser el tercer dels quatre fills del granger Hugh Fleming (1816–1888) i Grace Stirling Morton (1848–1928), filla d'un granger veí. Hugh Fleming va tenir quatre fills supervivents del seu primer matrimoni. Tenia 59 anys en el moment del seu segon matrimoni amb Grace, i va morir quan Alexandre tenia set anys.
Fleming va anar a Loudoun Moor School i Darvel School, i va guanyar una beca de dos anys a l'Acadèmia Kilmarnock abans de traslladar-se a Londres, on va anar a la Royal Polytechnic Institution. Després de treballar en una oficina d'enviament durant quatre anys, l'Alexander Fleming, de vint anys, va heretar uns quants diners d'un oncle, John Fleming. El seu germà gran, Tom, ja era metge i li va suggerir que havia de seguir la mateixa carrera, i així el 1903, el jove Alexander es va matricular a la St Mary's Hospital Medical School de Paddington (ara part de l'Imperial College de Londres); es va qualificar amb un títol MBBS de l'escola amb distinció el 1906. En aquest centre treballà com a metge microbiòleg al Departament d'Inoculacions fins a l'inici de la Primera Guerra Mundial (28 de juliol de 1914).
Fleming, que va ser un un soldat ras al Regiment Escocès de Londres de la Força de Voluntaris des de 1900 fins a 1914, havia estat membre del club de rifles de l'escola de medicina. El capità del club, desitjant retenir Fleming a l'equip, va suggerir que s'incorporés al departament d'investigació de St Mary's, on es va convertir en bacteriòleg ajudant de Sir Almroth Wright, pioner en teràpia de vacuna i immunologia. El 1908, va obtenir una llicenciatura amb medalla d'or en bacteriologia i va ser professor a St Mary's fins al 1914.
Va ser tinent comissionat el 1914 i ascendit a capità el 1917, Fleming va servir durant la Primera Guerra Mundial al Royal Army Medical Corps, i va ser esmentat en un despatx. Ell i molts dels seus col·legues van treballar als hospitals del camp de batalla del front occidental a França. El 1918 va tornar al St Mary's Hospital, on va ser elegit professor de bacteriologia de la Universitat de Londres el 1928. El 1951 va ser elegit rector de la Universitat d'Edimburg per un mandat de tres anys.
L'any 1928 fou nomenat professor universitari d'aquest centre d'ensenyament.
Membre de la Royal Society, l'any 1944 fou nomenat Cavaller pel rei Jordi VI del Regne Unit. Alexander Fleming finalment va morir l'11 de març de 1955 d'un infart de miocardi a la seva residència de Londres. Va ser enterrat com un heroi nacional a la cripta de la Catedral de Sant Pau d'aquella ciutat.

## Recerca científica

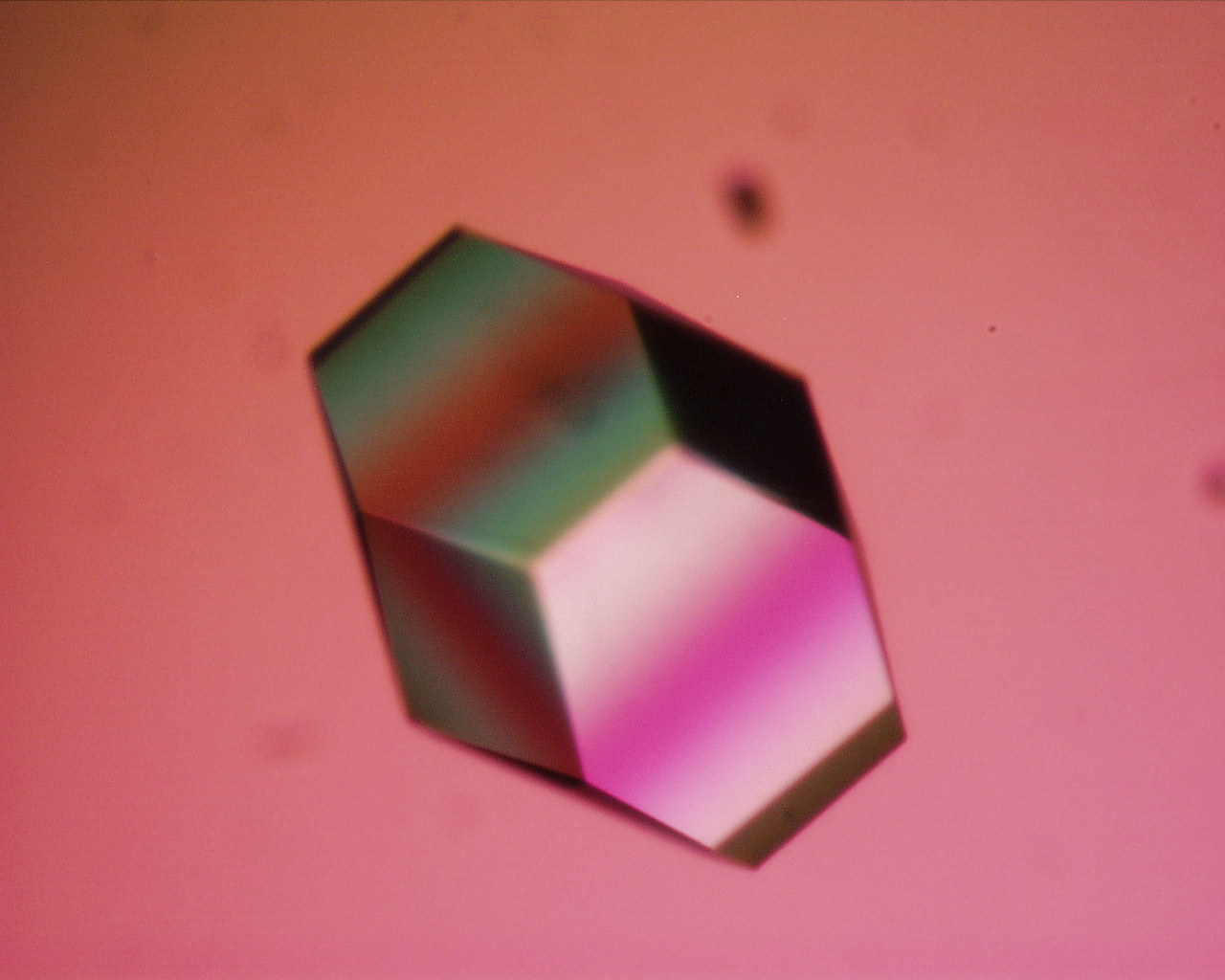
Cristall simple de lisozim

Durant la seva estada al Saint Mary's Medical School el director del Departament, Almorth Edward Wright, va despertar l'interès de Fleming per a nous tractaments per a les infeccions, dedicant-se a la millora i fabricació de vacunes i sèrums. Durant la guerra va ser metge militar als fronts de França i va quedar impressionat per la gran mortalitat causada per les ferides de metralla infectades als hospitals de campanya. Finalitzada la guerra va retornar a l'Hospital de St. Mary on va buscar intensament un nou antisèptic que evités la dura agonia provocada per les ferides infectades. La seva recerca el va dur a descobrir el lisozim, un enzim antibacterià present en les secrecions mucoses. Aquest descobriment va ocórrer després que un moc del seu nas, procedent d'un esternut, caigués sobre una placa de Petri en la qual creixia un cultiu bacterià. Uns dies més tard va notar que els bacteris havien estat destruïts en el lloc on s'havia dipositat el fluid nasal.

### Penicil·lina
El laboratori de Fleming estava habitualment desordenat, el que va resultar un avantatge per al seu següent descobriment. Al setembre de 1928 realitzava diversos experiments en el seu laboratori i en inspeccionar els seus cultius abans de destruir-los va notar que la colònia d'un fong havia crescut espontàniament, com un contaminant, en una de les plaques de Petri sembrades amb Staphylococcus aureus (estafilococ daurat). Fleming va observar més tard les plaques i va comprovar que les colònies bacterianes que es trobaven al voltant del fong, posteriorment identificat com Penicillium notatum, eren transparents a causa de la mort dels bacteris de la placa, i descobrí així la penicil·lina. Fleming va comunicar el seu descobriment sobre la penicil·lina al British Journal of Experimental Pathology l'any 1929, i encara que ell va reconèixer immediatament la transcendència d'aquesta troballa els seus col·legues la van subestimar.
Fleming va treballar amb el fong durant un temps però l'obtenció i purificació de la penicil·lina a partir dels cultius de Penicillium notatum, que van resultar difícils i més apropiats per als químics. La comunitat científica va creure que la penicil·lina només seria útil per a tractar infeccions banals i per això no li va parar esment. No obstant això, l'antibiòtic va despertar l'interès dels investigadors nord-americans durant la Segona Guerra Mundial, que intentaven emular la medicina militar alemanya que disposava de sulfamides. Els químics britànics Ernst Boris Chain i Howard Walter Florey van desenvolupar un mètode de purificació de la penicil·lina que va permetre la seva síntesi química i distribució comercial per a la resta de la població. Fleming no va patentar el seu descobriment per creure que així seria més fàcil la difusió d'un antibiòtic necessari per al tractament de les nombroses infeccions que assotaven a la població.
L'any 1945 fou guardonat, amb Ernst Boris Chain i Howard Walter Florey, amb el Premi Nobel de Medicina o Fisiologia pel descobriment de la penicil·lina i les seves propietats curatives en malalties infeccioses.
El seu descobriment de la penicil·lina va significar un canvi dràstic per a la medicina moderna, canvi que inicià l'anomenada "Era dels antibiòtics"; així altres investigadors posteriors van aportar nous antibiòtics, com l'estreptomicina que, utilitzada com a tractament contra la tuberculosi, ha salvat milions de vides. L'aportació de científica de Fleming és doble, ja que a més de descobrir una molècula química (penicil·lina) també va trobar una molècula proteica (lisozim) amb activitat antibiòtica. Les proteïnes i els pèptids antibiòtics són components naturals de la immunitat innata dels animals que poden ser utilitzats amb finalitats terapèutiques similars a la penicil·lina.

## Vida personal
La història popular que el pare de Winston Churchill pagués l'educació de Fleming per haver salvat Churchill de la mort és falsa. D'acord amb la biografia, Penicillin Man: Alexander Fleming and the Antibiotic Revolution per Kevin Brown, Alexander Fleming, en una carta al seu amic André Gratia, ho va descriure com a "una faula fantàstica". Tampoc va salvar Winston Churchill durant la Segona Guerra Mundial. Churchill fou salvat per Lord Moran, utilitzant sulfonamides, ja que encara no tenia prou experiència amb la penicil·lina, quan Churchill emmalaltí a Cartago el 1943. El Daily Telegraph i el Morning Post van escriure el 21 de desembre de 1943 que l'havia salvat la penicil·lina. En Churchill mateix, en un discurs radiofònic posterior, es va referir al nou medicament com a "aquest admirable M&B" (M&B 693 era el nom intern de la sulfapiridina).

## Premis i llegat

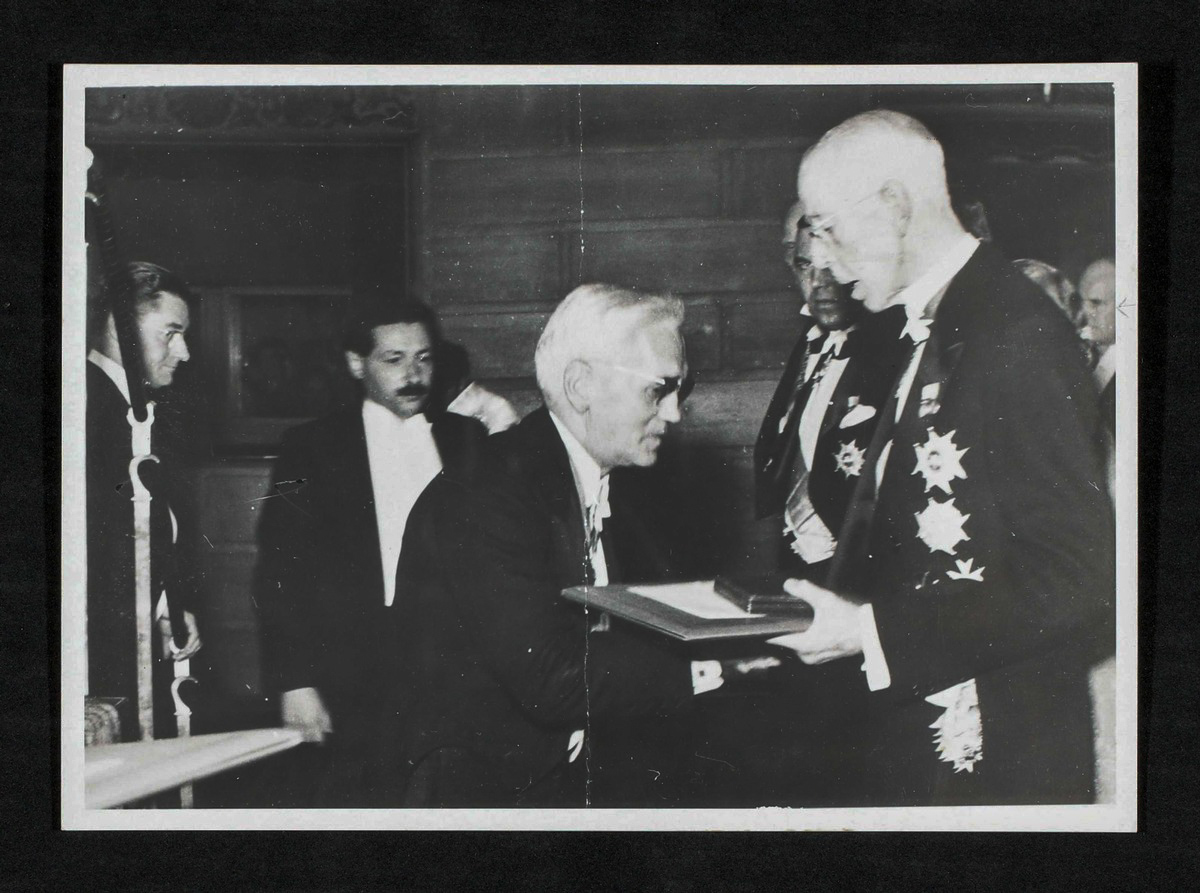
Sir Alexander Fleming (centre) rebent el premi Nobel de mans del rei Gustau V de Suècia (dreta) el 1945

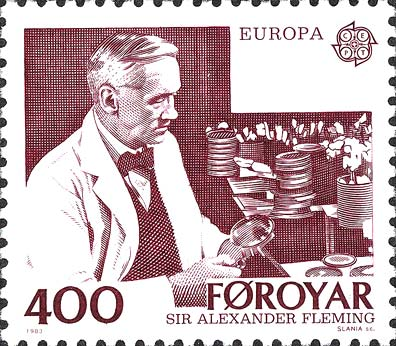
Segell postal de les Illes Fèroe en commemoració de Fleming

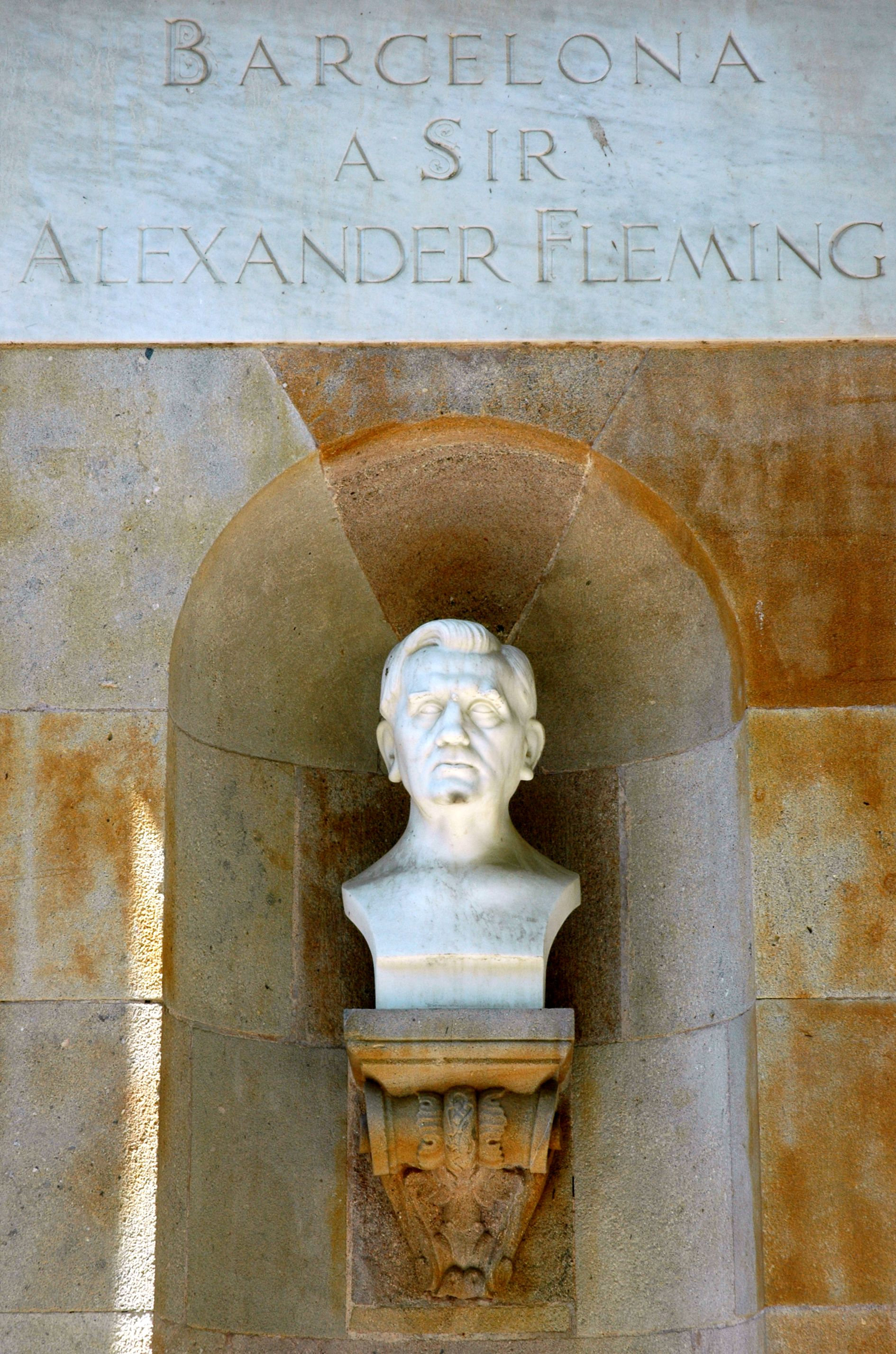
Barcelona a Sir Alexander Fleming (1956), de l'escultor català Josep Manuel Benedicto. Barcelona: jardins del Doctor Fleming.

El descobriment de la penicil·lina de Fleming va canviar el món de la medicina moderna introduint l'era dels antibiòtics útils; la penicil·lina ha salvat, i encara està salvant, milions de persones a tot el món.
El laboratori de l'Hospital St Mary's on Fleming va descobrir la penicil·lina acull el Museu Fleming, una atracció popular de Londres. La seva alma mater, St Mary's Hospital Medical School, es va fusionar amb l'Imperial College de Londres el 1988. L’edifici Sir Alexander Fleming al campus de South Kensington es va inaugurar el 1998, on es van presentar a la reina el seu fill Robert i la seva besnéta Claire; ara és un dels principals centres d'ensenyament preclínic de l’Imperial College School of Medicine.
La seva altra alma mater, la Royal Polytechnic Institution (avui Universitat de Westminster) ha nomenat una de les seves residències d'estudiants Alexander Fleming House, que es troba prop de Old Street.
Fleming, Florey i Chain van rebre conjuntament el Premi Nobel de Medicina l'any 1945. Segons les regles del comitè Nobel, un màxim de tres persones poden compartir el premi. La medalla del Premi Nobel de Fleming va ser adquirida pels Museus Nacionals d'Escòcia l'any 1989 i s'exhibeix després de la reobertura del museu el 2011.
- Fleming era membre de la Pontifical Academy of Sciences.
- Fleming va ser elegit Fellow of the Royal Society (FRS) el 1943
- Fleming va rebre la càtedra Hunterian del Royal College of Surgeons of England.
- Fleming va ser investit com a cavaller, com a Knight Bachelor, pel rei Jordi VI el 1944.[15][16]
- Fleming va rebre la Medalla al Mèrit pel president dels Estats Units.|
- Fleming va ser nomenat Gran Creu de la Legió d'Honor per la República Francesa.
- Fleming va ser nomenat Gran Creu de l'Ordre del Fènix de Grècia.
- Va ser nomenat Cavaller Gran Creu de l'Orde Civil d'Alfons X el Savi l'any 1948.[17]
- El 1999, La revista Time va nomenar Fleming com una de les Les 100 persones més importants del segle xx, afirmant:

| « | Va ser un descobriment que canviaria el curs de la història. L'ingredient actiu d'aquell motlle, que Fleming va anomenar penicil·lina, va resultar ser un agent de lluita contra les infeccions d'enorme potència. | » |

Quan finalment es va reconèixer pel que era, el fàrmac que salva vides més eficaç del món, la penicil·lina alteraria per sempre el tractament de les infeccions bacterianes. A mitjans de segle, el descobriment de Fleming havia generat una enorme indústria farmacèutica, produint penicil·lines sintètiques que havien conquerit uns quants dels flagells més antics de la humanitat, com ara la sífilis, la gangrena i la tuberculosi.
La importància del seu treball va ser reconeguda per la col·locació d'una Placa International Historic Chemical Landmark al Museu del Laboratori Alexander Fleming de Londres el 19 de novembre de 1999
En honor seu, s'anomenà el cràter Fleming sobre la superfície de la Lluna.

## Mites

### El mite Fleming
El 1942, la penicil·lina, produïda com a compost pur, encara era escassa i no estava disponible per a ús clínic. Quan Fleming va utilitzar les primeres mostres preparades per l'equip d'Oxford per tractar en Harry Lambert que tenia meningitis estreptocòccica, l'èxit del tractament va ser una notícia important, especialment popularitzada a The Times. Wright es va sorprendre en descobrir que Fleming i l'equip d'Oxford no van ser esmentats, tot i que Oxford es va atribuir com a font de la droga. Wright va escriure a l'editor de The Times, que va entrevistar amb ànsia a Fleming, però Florey va prohibir que l'equip d'Oxford cerqués cobertura mediàtica. Com a conseqüència, només Fleming va ser àmpliament divulgat als mitjans de comunicació, la qual cosa va portar a la idea errònia que ell era completament responsable del descobriment i desenvolupament del fàrmac. El mateix Fleming es va referir a aquest incident com "el mite de Fleming".

### Els Churchill
La popular història del pare de Winston Churchill pagant per l'educació de Fleming després que el pare de Fleming va salvar el jove Winston de la mort és falsa. Segons la biografia, Penicillin Man: Alexander Fleming and the Antibiotic Revolution de Kevin Brown, Alexander Fleming, en una carta al seu amic i col·lega Andre Gratia, ho va descriure com "Una faula meravellosa". Tampoc va salvar el mateix Winston Churchill durant la Segona Guerra Mundial. Churchill va ser salvat per Lord Moran, utilitzant sulfamides, ja que no tenia experiència amb la penicil·lina, quan Churchill va emmalaltir a Cartago a Tunísia el 1943. El Daily Telegraph i el Morning Post el 21 de desembre de 1943 van escriure que la penicil·lina l'havia salvat. El va salvar el nou fàrmac sulfonamida Sulphapyridine, conegut en aquell moment amb el codi d'investigació M&B 693, descobert i produït per May Baker Ltd, Dagenham, Essex, una filial del grup francès Rhône-Poulenc. En una emissió de ràdio posterior, Churchill es va referir a la nova droga com "Aquest admirable M&B". És molt probable que la informació correcta sobre la sulfamida no arribés als diaris perquè, com que l'antibacterià sulfonamida original, Prontosil, havia estat un descobriment del laboratori alemany Bayer, i com que Gran Bretanya estava en guerra amb Alemanya en aquell moment, era va pensar millor elevar la moral britànica associant la cura de Churchill amb un descobriment britànic, la penicil·lina.